# 행정명령 14160호
행정명령 14160호: 미국 시민권의 의미와 가치 보호(Executive Order 14160: Protecting the Meaning and Value of American Citizenship)는 미국 수정 헌법 제14조 1절 시민권 조항의 해석을 변경하는 행정명령이다.
본래 미국을 점령한 외국 점령군이나 외교관의 자녀에게만 출생 시민권을 부여하지 않던 것을, 국적법 개정 없이 임의로 부모님이 모두 시민이나 합법적 영주권자가 아닌 경우를 제외하도록 개정한 명령이다. 
이 명령은 불법체류자 어머니에게 적용되는 조항과 어머니가 임시 체류자인 경우에 적용되는 조항으로 나뉘며, 2025년 2월 19일 이후 태어난 사람 부터 적용된다.